# Николай Бъчваров
Николай Бъчваров е бивш български футболист, нападател. Играл е за Сливен, Академик (София) и Светкавица (Търговище) до пролетта на 1997 г. В Б група има 350 мача (5-о място в клубната ранглиста) и е вкарал 62 гола (4-то място в клубната ранглиста). Участвал е в юношеските и младежките национални гарнитури.